# ميلان جيفادينوفيتش
ميلان جيفادينوفيتش (بالصربية:  Милан Живадиновић) (مواليد 15 ديسمبر 1944 في بلغراد، يوغوسلافيا) لاعب ومدرب كرة قدم صربي.
عُرف عنه انتهاج طرق التدريب القديمة وقد تتلمذ على يد المدرب هيوغو روشيفليانين.